# Harry Osborn
Harry Osborn är en fiktiv rollfigur i berättelserna om Spindelmannen i Marvels universum, skapad av Stan Lee. Han är son till Norman Osborn, den första Green Goblin. När fadern dör tar Harry över rollen och blir den andre Green Goblin.
I Spider-Man (2002), Spider-Man 2 (2004) och Spider-Man 3 (2007) spelas Harry Osborn av James Franco. I The Amazing Spider-Man 2 (2012) spelas han av Dane DeHaan.

## Historia

### Spider-Man
I Spider-Man ser han Spindelmannen lägga ner sin döde far i sin säng vilket får honom att tro att Spindelmannen dödade Norman Osborn. Vid sin fars grav svär han inför Peter Parker att hämnas på Spindelmannen.

### Spider-Man 2
I Spider-Man 2 vill Dr Octavius ha tritium för att starta upp sin fusionsgenerator. Harry låter honom få det i utbyte mot Spindelmannen. Senare kommer han tillbaka med Spindelmannen, medvetslös och bunden. Innan han ska döda Spindelmannen (som fortfarande är medvetslös) drar han av masken och upptäckter att Peter Parker är Spindelmannen. Förvirrad rymmer Peter. Senare dyker Norman upp i en stor spegel och försöker övertala Harry att hämnas. Harry, som blivit förvirrad, får ett utbrott och kastar en kniv mot spegeln som går sönder. Då upptäckter Harry att spegeln är en gömd väg till ett dolt rum där det finns pumpa, bomber, svävare och dräkter. Filmen slutar med att Harry hittar Goblin-drogen.

### Spider-Man 3
I Spider-Man 3 har Harry gjort om dräkten och svävaren och har tagit drogen. Efter det anfaller han Peter som åker på sin moped. Till slut efter en hård strid lyckas Peter besegra honom och Harry blir skadad och tappar minnet. Därför minns han inte att han trodde att Peter dödade Norman eller vem Spindelmannen är. Till slut får han tillbaka minnet och tvingar Mary Jane att nobba Peter när han friar till henne. Hon gör det men när Peter upptäcker att det var på grund av Harry hon sa nej blir han ursinnig och hämnas på Harry. Peter kastar en bomb på honom vilket svårt ärrar Harrys ena sida av ansiktet. 
Medan Peter ensam slåss mot Venom och Sandman får Harry reda på att Peter inte dödade hans far. Harry hjälper sedan Peter att klara de två skurkarna men dör när Venom sticker två knivblad från Harrys svävare igenom hans bröst.

### The Amazing Spider-Man 2
I december 2012 blev det klart att Dane DeHaan fick rollen som Harry Osborn i The Amazing Spider-Man 2.